# Marie-Louise Potter

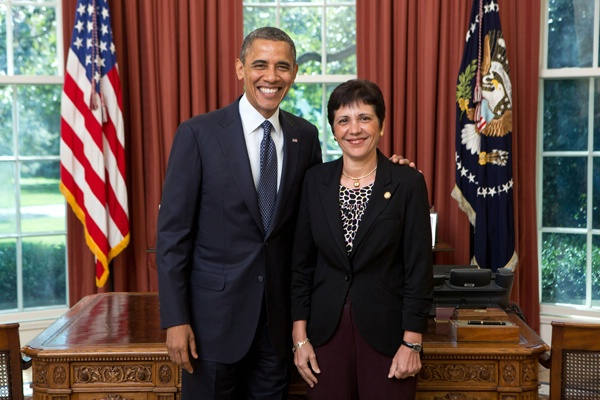
Marie-Louise Potter mit Barack Obama (2012)

Marie-Louise Cecille Potter (* 15. März 1959 auf den britischen Seychellen) ist eine seychellische Politikerin und Diplomatin. Zwischen 2016 und 2017 war sie Außenministerin des Inselstaates.

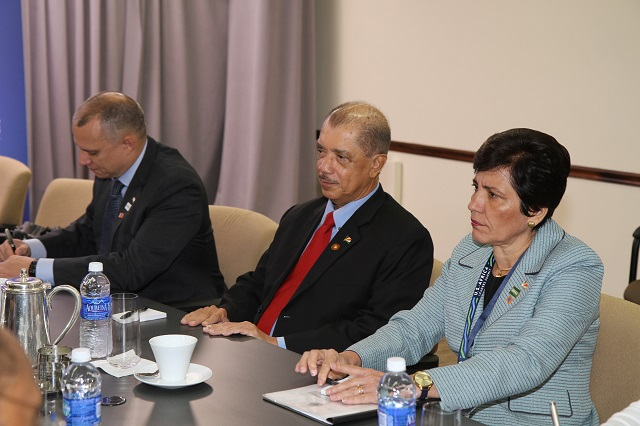
Der seychellische Präsident James Michel (Mitte), Außenminister Jean-Paul Adam (links) und Marie-Louise Potter (rechts)

## Leben
Marie-Louise Potter wurde am 15. März 1959 in der damaligen britischen Kronkolonie der Seychellen geboren. Nach ihrer Schulausbildung studierte Potter Politik- und Sozialwissenschaften auf den Seychellen sowie in Kuba.

### Politische Karriere
1992 und 1993 war Potter Delegierte der Volkspartei der Seychellen (Parti Lepep) – auch bekannt als die Progressive Volksfront der Seychellen (SPPF) – für die Verfassungskommission, die einen Entwurf für die Verfassung der Dritten Republik der Seychellen erarbeitete. 1993 wurde sie zur Ministerin für Kommunalpolitik, Jugend und Sport ernannt. Potter hatte zudem ein Mandat als Abgeordnete der Nationalversammlung für den Wahlkreis Beau Vallon inne und übte dieses zwischen 1993 und 2002 aus. Im Rahmen ihres Mandats vertrat sie die Nationalversammlung der Seychellen auch beim Parlamentsverband des Commonwealth (Commonwealth Parliamentary Association) und der Internationalen Parlamentsunion.
In der Parteipolitik stieg Potter 2005 durch die Wahl in das Zentralkomitee der Parti Lepep auf und wurde im Januar 2012 wiedergewählt.
Der seychellische Präsident James Michel ernannte Potter am 30. März 2012 zur Botschafterin des Inselstaates bei den Vereinigten Staaten und den Vereinten Nationen. Sie akkreditierte sich bei US-Präsident Barack Obama am 19. September 2012.
Am 1. November 2016 ernannte Staatspräsident James Alix Michel Potter zur Außenministerin der Seychellen.
Auf eigenen Wunsch zog sie sich zum 1. März 2017 aus der Politik und gab alle Ämter ab.

### Privat
Potter ist verheiratet und hat drei Kinder. Sie spricht Französisch, Seychellisches Kreol und Englisch.